# Matías Zuloaga
Matías Zuloaga (* 23. Dezember 1997) ist ein ehemaliger argentinischer Skilangläufer.

## Werdegang
Zuloaga nahm von 2013 bis 2019 vorwiegend an FIS-Rennen teil. Dabei startete er im August 2013 beim FIS-Rennen in Ushuaia erstmals international im Skilanglauf und belegte dabei den sechsten Platz über 10 km Freistil. Beim Ushuaia Loppet über 42 km Freistil im August 2015 wurde er Siebter. Bei den Junioren-Skiweltmeisterschaften 2017 in Soldier Hollow kam er auf den 67. Platz über 10 km Freistil und jeweils auf den 60. Rang im Skiathlon und im Sprint. Im August 2017 wurde er argentinischer Meister über 10 km Freistil. Bei den Olympischen Winterspielen 2018 in Pyeongchang lief er auf den 100. Platz über 15 km Freistil. Im folgenden Jahr belegte er bei den Nordischen Skiweltmeisterschaften in Seefeld in Tirol den 102. Platz im Sprint und siegte zudem beim Ushuaia Loppet.